# Francisco Cervantes de Salazar

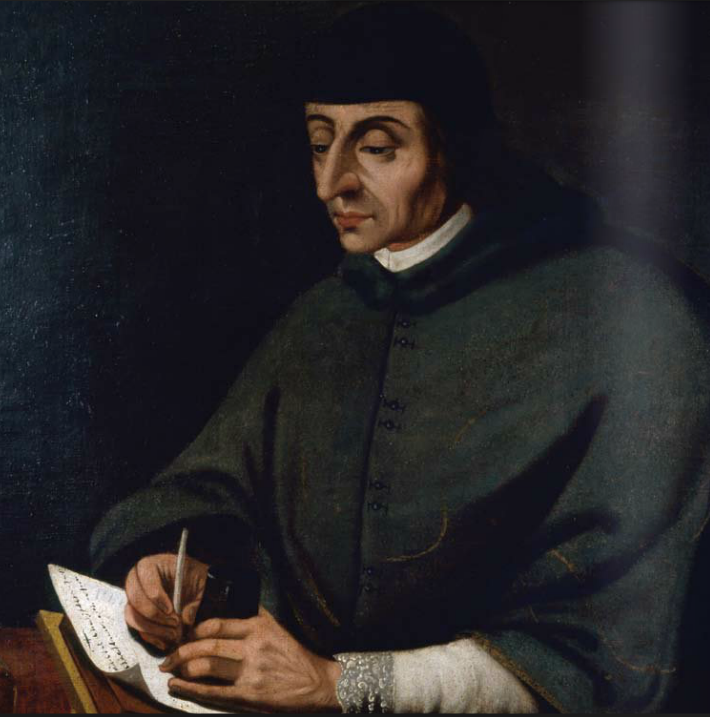
Porträt von Francisco Cervantes de Salazar von José de Bustos, Museo Soumaya.

Francisco Cervantes de Salazar (* ca. 1514 in Toledo; † 1575 in Mexiko-Stadt) war ein spanisch-mexikanischer Gelehrter, Chronist und Geistlicher.

## Leben und Werk
Cervantes de Salazar wurde im spanischen Toledo geboren. Er studierte an der Universität Salamanca und war später in Flandern unterwegs.
Er veröffentlichte mehrere Werke von Fernán Pérez de Oliva, Luis Mexia und Lluís Vives, die 1546 veröffentlicht wurden.
1550 ging er nach Mexiko und war Mitbegründer und Rektor der Königlichen und Päpstlichen Universität von Mexiko (Real y Pontificia Universidad de México) und hatte dort den Lehrstuhl für Rhetorik inne. Er war der erste Chronist der Stadt.
México en 1554 y Túmulo imperial erschien von Edmundo O’Gorman herausgegeben und angemerkt in der Reihe Sepan cuantos bei Porrúa. Seine Crónica de la Nueva España (Chronik von Neuspanien) erzählt die Eroberung Mexikos und liefert zahlreiche Daten zur Azteken- oder Mexica-Kultur.
Cervantes de Salazar wird auch als Autor des Schelmenromans La vida de Lazarillo de Tormes vermutet.

## Werke
- Cervantes de Salazar, Francisco: México en 1554 y Túmulo imperial. Edición, prologo y notas de Edmundo O’Gorman. Mexiko-Stadt, Porrúa, 1965 (Sepan cuantos, 25)
- Cervantes de Salazar, Francisco: Crónica de la Nueva España. Edición de Manuel Magallón. Estudio preliminar e indices por Agustín Millares Carlo. 2 Bände. Tomo I; Tomo II. Madrid, Atlas, 1971 (Biblioteca de autores españoles, t. 244–245)
- Cervantes de Salazar, Francisco: México en 1554. Tres diálogos latinos traducidos: Joaquín García Icazbalceta. Notas preliminares: Julio Jiménez Rueda. México, Universidad Nacional Autónoma de México, 1964
- Salazar, Francisco Cervantes de: Life in the imperial and loyal city of Mexico in New Spain, and the Royal and Pontifical University of Mexico as described in the dialogues for the study of the Latin language. Prepared by Francisco Cervantes de Salazar for use in his classes and printed in 1554 by Juan Pablos. [Latin-English] Westport, Conn. : Greenwood Press, 1970, ISBN 0-8371-3033-6
- Millares Carlo, Agustin: Cartas recibidas de Espana por Francisco Cervantes de Salazar. (1569–1575).  Biblioteca historica Mexicana, 20. Mexico, Antigua Libreria Robredo, 1946